# Bu Hafora
Bu Hafora (en árabe: بوحفورة‎, en francés: Bouhfora) es una localidad marroquí perteneciente al municipio de Tafersit, en la región Oriental. Desde 1912 hasta 1956 perteneció a la zona norte del Protectorado español de Marruecos.